# Flying Feathers
Flying Feathers (lett. "penne remiganti") è un videogioco sparatutto a schermata fissa di caccia ai volatili, pubblicato nel 1984 per Commodore 64 dalla Bubble Bus Software.

## Modalità di gioco
Il giocatore impersona un cacciatore con fucile a pallettoni, appostato su una barca ferma in mezzo a un laghetto di campagna, e deve sparare agli uccelli rapaci che volano in modo disordinato e cercano di predare i pesci del lago. La visuale è fissa su una scena vista di lato e si controlla un mirino, mobile su tutto lo schermo, per stabilire la direzione di sparo (solo la direzione e non il punto esatto da colpire). Le munizioni sono illimitate, così come gli uccelli che continuano ad arrivare dalla sommità dello schermo.
Quando un uccello raggiunge la superficie dell'acqua, afferra un pesce e inizia a volare in modo disordinato verso l'alto. Il cacciatore può ancora salvare il pesce sparando all'uccello prima che fugga: in tal caso il pesce ricade visibilmente in acqua, a differenza degli uccelli colpiti che si dissolvono senza cadere. Solo quando l'uccello con il pesce esce dalla sommità dello schermo si perde un pesce, che corrisponde a una vita. Ogni 5000 punti si vince un nuovo pesce, evento segnalato da un passaggio di anatre sull'acqua.
Lo scenario rimane sempre lo stesso, con le nuvole che scorrono lentamente sullo sfondo. Col passare del tempo lo svolgimento del gioco resta sempre uguale, a parte gli uccelli che si fanno sempre più veloci. La musica è presente solo nella schermata introduttiva.
Si possono selezionare 8 livelli di difficoltà, e tra i quattro livelli più bassi e i quattro più alti cambia anche la modalità di sparo. Nei livelli più bassi la rosa di pallettoni colpisce il primo uccello che incontra lungo tutto il tragitto. Nei livelli più alti si può tenere premuto più o meno a lungo il pulsante/tasto di fuoco e si colpisce solo a una distanza proporzionale.

## Accoglienza
Flying Feathers fu giudicato di solito medio oppure scadente dalla critica europea.
Sebbene presentato bene per l'epoca, il suo difetto più evidenziato era la monotonia dell'azione.